# Raión de Západnaya Dviná
El raión de Západnaya Dviná (ruso: Западнодви́нский райо́н) es un distrito administrativo (raión) ruso perteneciente a la óblast de Tver. Su forma de autogobierno local es desde 2020 la de ókrug municipal (Западнодви́нский муниципальный округ), albergando su territorio un único ayuntamiento con sede en la capital distrital homónima. Se ubica en el suroeste de la óblast.
En 2021, el raión tenía una población de 12 497 habitantes, de los cuales 7869 vivían en la ciudad de Západnaya Dviná. La otra localidad importante es el asentamiento de tipo urbano de Stáraya Toropa, de 1603 habitantes. Los otros tres mil habitantes se reparten en 267 localidades rurales, de las cuales las más pobladas son Ilyinó, Bíbirevo, Bentsý y Ulin, todos ellos con una población de entre doscientos y seiscientos habitantes cada uno.
El raión es limítrofe al oeste con la vecina óblast de Pskov, y al suroeste con la vecina óblast de Smolensk.